# Alexander Rocke Robertson
 (avril 2023).
Si vous disposez d'ouvrages ou d'articles de référence ou si vous connaissez des sites web de qualité traitant du thème abordé ici, merci de compléter l'article en donnant les références utiles à sa vérifiabilité et en les liant à la section « Notes et références ».
Pour les articles homonymes, voir Alexander Robertson et Robertson.
Alexander Rocke Robertson (12 mai 1841-1er décembre 1881) est un homme politique canadien de la Colombie-Britannique. Il est député provincial indépendant de la circonscription britanno-colombienne de Esquimalt de 1871 à 1875. Il est ministre dans le cabinet du premier ministre John Foster McCreight.
Il est également maire de la ville de Victoria en 1870.

## Biographie
Né à Chatham dans le Canada-Est, Robertson étudie le droit à Chatham. Il est ensuite nommé au barreau et pratique le droit à Windsor avant de s'installer en Colombie-Britannique où il s'installe à Victoria en 1864. Sur place, il fonde le journal Daily Chronicle en raison de son impossibilité de pouvoir pratiquer le droit puisque seul les avocats formés en Colombie-Britannique étaient en droit de pratiquer le métier d'avocat dans la province. Lorsque les règles changent en 1864, Robertson est admis au barreau de la colonie de l'île de Vancouver. Il est ensuite un membre fondateur de la Law Society of British Columbia.
Servant un seul mandat comme maire de Victoria, il est élu lors de la première élection provinciale de la Colombie-Britannique en 1871. Il entre au cabinet à titre de secrétaire provincial. Il ne se représente pas en 1875 et retourne à la pratique du droit.
En 1880, il est nommé juge à la Cour suprême de la Colombie-Britannique.
Alors qu'il se blesse au genou lors d'une baignade durant l'été 1881, il est amputé d'une jambe en novembre de la même année. Il meurt peu de temps après en 1881.